# Ildze Bortaščenoka
Ildze Bortaščenoka (* 4. Dezember 1987) ist eine lettische Leichtathletin, die sich auf den Stabhochsprung spezialisiert hat.

## Sportliche Laufbahn
Erste internationale Erfahrungen sammelte Ildze Bortaščenoka im Jahr 2009, als sie bei den U23-Europameisterschaften in Kaunas mit übersprungenen 3,50 m in der Qualifikation ausschied. 2013 nahm sie an der Sommer-Universiade in Kasan teil und belegte dort mit 3,85 m Rang elf.
In den Jahren 2009 und 2010, von 2013 bis 2017, 2019 und 2020 wurde Bortaščenoka lettische Meisterin im Stabhochsprung im Freien sowie 2009, 2013, 2014 und von 2016 bis 2020 auch in der Halle.

## Bestleistungen
- Stabhochsprung: 4,13 m, 26. Juli 2013 in Jēkabpils
  - Stabhochsprung (Halle): 4,10 m, 19. Januar 2019 in Kuldīga